# レスター・アラン・ペルトン

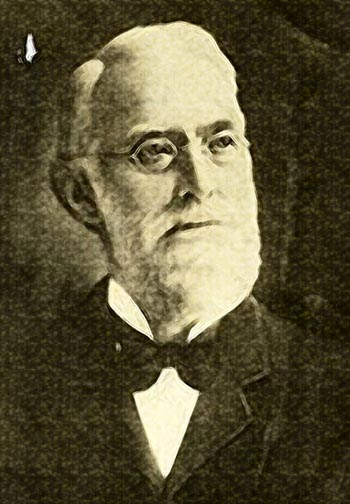
レスター・アラン・ペルトン

レスター・アラン・ペルトン（Lester Allan Pelton, 1829年9月5日 - 1908年3月14日）は、水力発電所において発電用水車として利用されている衝動水車、ペルトン水車を発明したアメリカ合衆国の発明家である。

## 生涯
オハイオ州バーミリオン出身、1850年よりカリフォルニア州へ移住しゴールドラッシュの期間を過ごす。彼は大工・水車技師として生計を立てていた。1895年エリオット・クレッソン・メダル受賞。オークランドで没した。没後の2006年に全米発明家殿堂選出。

## 業績
ペルトン水車はまったく新しい科学的発想を水車設計に取り入れた革新的な水車である。ペルトンはこの水車を高落差（高位置水頭）の地点に適用した。それまでは、すべての水車は水の重みまたは圧力（水圧）から作用する反動水車が主流であった。ペルトンが発明したペルトン水車は、それとは対照的に高速度のジェット水流の持つ運動エネルギーから作用する。
スタンフォード大学機械工学 W. F. デュランの記事によれば、「時に1870年代、ペルトンの発明は偶然の観察から始まった。ペルトンは回転する水車を観察していた。その水車は軸がずれ調整不良となっており、それまでバケットの中心部分に当たっていたジェット水流はバケットの端近くに当たっていた。
水流は半円のバケットの中で反れ、逆方向へと流出した。驚いたことに、水車はより速く動いた。これはペルトンの大きな発見だった。他の水車のジェット水流ではバケットの中心部分に当たり衝撃で水のむだなエネルギーが飛び散る。」
この発明から、ペルトンはペルトン水車を製作した。それは1878年にカリフォルニア州ネバダシティのメイフラワー鉱山に初めて採用された。1878年には彼はカリフォルニア大学でペルトン水車の試作機のテストを行った。1887年には坑夫らによってペルトン水車に発電機が取り付けられシエラネバダ山中に水力発電所を建設した。
この特許は1889年ペルトンによって取得され、そして彼はその後サンフランシスコの Pelton Water Wheel Company に権利を売却した。その後ターゴインパルス水車へとペルトン水車は進化し、クロスフロー水車と1919年Gilkesによって初めて特許を取得した。